# Line Monty
Éliane Serfati, más conocida como Line Monty, (Argel, 1926-París, 19 de agosto de 2003) fue una cantante judía argelina. Fue la intérprete original de melodías clásicas de la música norteafricana como Ana louliya, Ektebli chouiya, Ana ene hobbek, Berkana menkoum, Khadahtini (Tu m'as trahi), Alger, Alger, Laissez moi vivre, Ma guitare, mon pays y Ya oummi. Su repertorio incluye estilos musicales norteafricanos como chaâbi, la música andalusí, y la rumba franco-árabe. L'Orientale es una de las melodías popularizadas por Line Monty.

## Primeros años
Nacida en una familia de músicos argelinos de origen judío que apreciaban tanto la música tradicional argelina como la música occidental, Monty se sintió atraída desde su niñez por el estilo francés de chanson réaliste, por lo que disfrutaba tanto de las cantantes realistas francesas (Damia, Leo Marjane, Édith Piaf) como de las melodías de Umm Kulthum y Mohammad Abdel Wahab.

## Carrera
Después de tomar clases de canto y dicción, inició su carrera como cantante, y rápidamente cosechó éxitos. Poseedora de una impecable dicción y voz cálida (melismas matizadas que demostraban su origen mediterráneo), renovó el género de la chanson realista, en la línea de Damia o Marjane. Se casó con Moïse (Maurice) Bendenoun, judío de Tremecén, Argelia.
Recibió el premio Édith Piaf, y el primer premio del Olimpia, presentándose con llenos en salas de conciertos y cabarets. Llevó la chanson a Canadá, EE. UU. (Nueva York, donde fue propietaria de un club durante diez años), América Latina, Alemania, Holanda y Oriente Medio.

### Transición a la música oriental
En Egipto, su amigo Farid al-Atrash le hizo interpretar una de sus composiciones y los egipcios, sin saber que ella era argelina, la llamaban "la Francesa que canta bien en árabe". Conoció y cantó junto a Umm Kulthum y Mohammad Abdel Wahab.
Su carrera dio un vuelco cuando un amigo le propuso que interpretara L'Orientale (compuesta por el tunecino Youssef Hagège), una pieza "francoárabe" y, seducida por sus matices, la graba y la convierte en un éxito, repetido después por otros artistas. Sus admiradores le empezaron a pedir más a menudo canciones tradicionales argelinas y posteriormente, grabó dos melodías que pasarían a formar parte del repertorio clásico de la música francoárabe: Ektebli Chouïa (Escríbeme mí de vez en cuando), y Ana Louliya (Soy una mujer sencilla).
Línea Monty fue reduciendo su repertorio de música francesa y fue alternando canciones tradicionales magrebíes con nuevas composiciones escritas especialmente para ella.
Tuvo un cameo en el largometraje francés Le Grand Pardon 2, de Alexandre Arcady, así como interpretó Ya Oummi Ya Oummi para la banda sonora del mismo.

## Muerte
Monty falleció el 19 de agosto de 2003 en París. Después de su muerte, y la de Lili Boniche en 2008, Jacqueline Gozland creó un documental sobre los tesoros de la música andalusí y la música judeoárabe, titulado Le Port des amours. Sus restos se encuentran en la sección judía del Cementerio de Pantin, en las afueras de París.

## Discografía
- Laissez-Moi Vivre, EP
- Ya Oummi Ya Oummi, EP
- Berkana Menekon / Ana Loulia, EP, 1971
- Ça Va Pas Durer
- Line Monty, 1978
- Trésors De La Chanson Judéo-Arabe
- Laissez-Moi Vivre (Line Monty Chante En Français)